# 赫里克鎮區 (伊利諾伊州謝爾比縣)
赫里克鎮區（英語：Herrick Township）是位於美國伊利諾伊州謝爾比縣的一個行政鎮區。

## 地方資料
根據2010年美國人口普查的數據，赫里克鎮區的面積為45.00平方千米，當中陸地面積為45.00平方千米，而水域面積為0.00平方千米。當地共有人口607人，而人口密度為每平方千米13.49人。